# 铸币税
鑄幣稅（英語：Seigniorage），亦稱貨幣稅，指發行貨幣的組織或政府，享有貨幣發行面值減去發行成本後，換取實際經濟資源的利益。此部份由貨幣發行主體壟斷地享受從中攫取發行貨幣所產生的特定收益，就被定義為鑄幣稅。

## 銀圓
墨西哥銀圓（大洋）重27.468克，成色90.2%，即含銀24.76克，即0.648兩，清朝民間大致上以0.7兩白銀兌換，相當於一筆過鑄幣稅率7.4%。小額輔幣稅率或更高。直接使用銀兩交易，有鑒定成色、重量等交易成本，銀圓之鑄幣稅率代表發行方質、量穩定之「信譽」。

## 信用貨幣

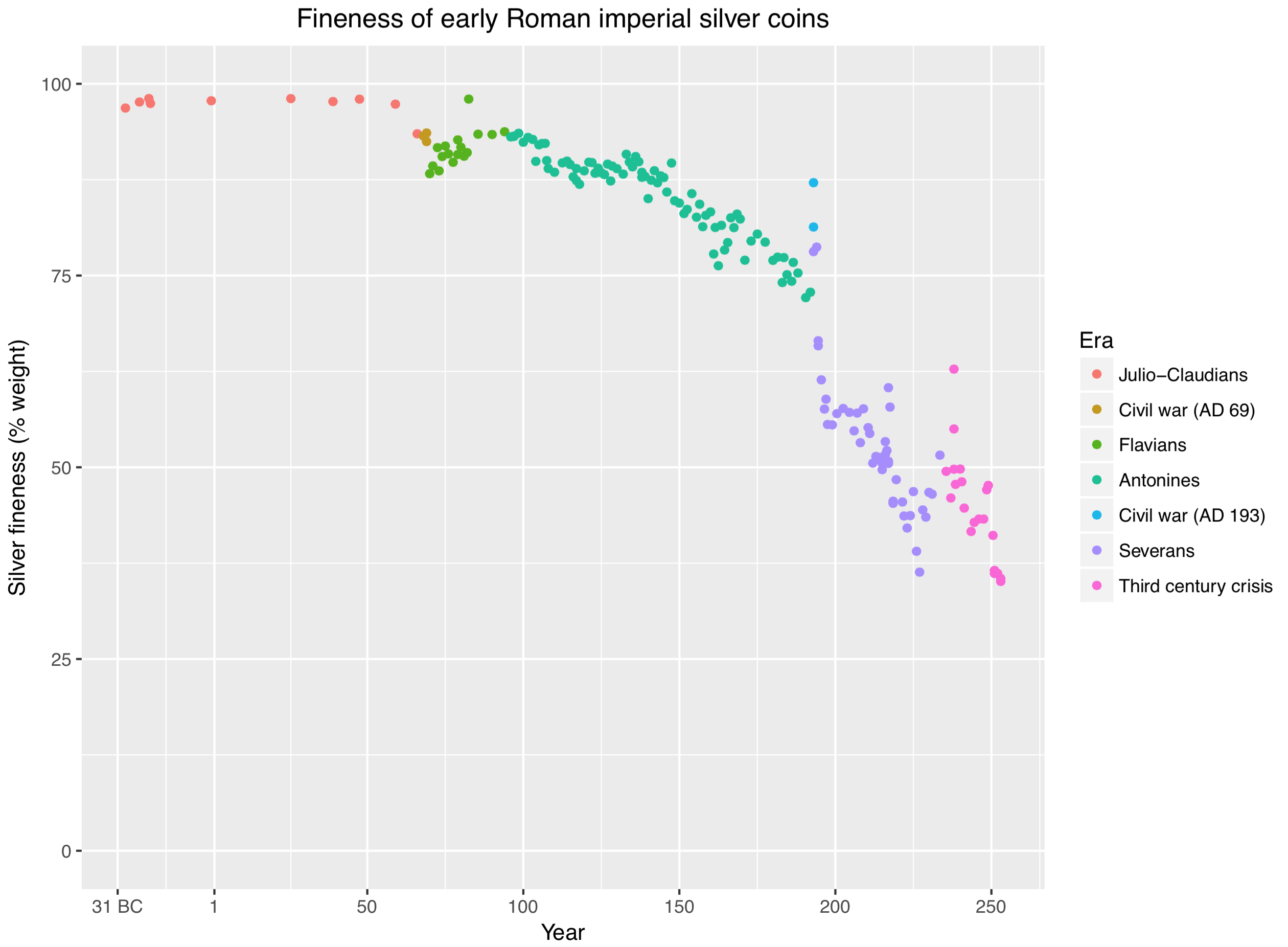
羅馬帝國貨幣釘乸利含銀量

例如，2002年時臺灣印製一張新版新台幣2000元紙鈔，成本只須5元，如此，剩下的1995元購買力，就由發行新臺幣的臺灣政府獨享，稱為鑄幣稅。
经济学家视鑄幣稅为通货膨胀税的一种形式，發行新貨幣会将現有貨幣持有者之財富轉移給货币发行者，被認為是税收。因为货币供应膨胀将导致物价普遍上涨，貨幣購買力下降。
严重依赖铸币税和部分准备金收入的银行或政府可能会发现此策略适得其反，因通貨膨脹預期失控會再提高通胀、高利率，提升政府借債成本，甚至貨幣螺旋式貶值。大多数国家政府不会经由铸币税获取收入，而是主要以正式征税（用現有貨幣支付）等手段收取财政收入。

## 穩定幣
在香港聯繫匯率制度，發鈔銀行發行港元須存放等值美元於香港外匯基金，然後金管局存之於短期美債收息，外匯基金盈餘最終會流入香港政府庫房。現金無利息，美債利息相當於港元現金持有者之鑄幣稅。2002年底，負債證明書共約150億美元，假設年利率1.6厘，鑄幣稅每年約2.5億美元。